# Dorpsstraat 19 (Lage Vuursche)
Dorpsstraat 19 is een rijksmonument in de plaats Lage Vuursche in de Nederlandse provincie Utrecht. Het is onderdeel van een van rijkswege beschermd dorpsgezicht.
Het gepleisterde arbeidershuisje zonder verdieping heeft een zadeldak. Het gebouw dateert uit het laatste kwart van de 18e eeuw. De voorgevel heeft twee vensters met twintig ruitjes. Het middelste vervangt de vroegere toegangsdeur.